# VIII. Leó pápa
VIII. Leó (latinul: Leo), (? – 965. március 1.) léphetett 133.-ként a pápai trónra 963. december 4-én. Sok forrás kétségbe vonja pápaságát, és ellenpápának nevezi, hiszen a pápaválasztásról szóló kánonjogok mellőzésével foglalhatta el hivatalát. Egy sötét, hedonista kor végeztével került hatalomra, azonban a régi római zsarnokok helyett most a Német-római Császárság uralkodói diktáltak az örök városban.

## Élete
Rómában született, apját Jánosnak hívták. A város egyik tehetős, nemes családjából származott. Apja valószínűleg magas tisztviselői posztot töltött be, hiszen az akkori Clivus Argentarii (a mai Via di Marforio) környékén több utcanév is jelzi Leó és családja nevét. Valójában sosem volt sok köze a klérushoz, világi pozíciókat töltött be. Amikor II. Alberik meghalt, és a várost XII. János pápa vette uralmába, ő lett Róma protoscriniariusa, vagyis kincstári kamarása. Amikor János megtörte szövetségét a német-római császárral, Ottóval, a dühödt uralkodó az örök városba sietett, és 963. november 6-án egy zsinattal megfosztotta XII. Jánost hivatalától. december 4-én már a császár nyomására új pápát választott a római zsinat, amely a hagyományok ellenére egy laikust, Leót választotta meg a keresztény egyház vezetőjének. December 6-án szentelték fel szent hivatására. 

A klérus és a római nép között sem volt túl népszerű, hiszen mindenki tudta, hogy törvénytelenül bitorolja Szent Péter trónját, de mellette állt a kor legerősebb uralkodója, Ottó. De a császár hamarosan kivonult a városból, és fel-fellángoltak az érzelmek Leó pontifikátusa ellen. A császári párt még 964. január 31-én vérbe tudta fojtani a lázadást, de hamarosan még nagyobb erejű felkelés robbant ki, így Leónak menekülnie kellett a városból. A pápai trónt ismét XII. János foglalhatta el, aki február 26-án egy zsinaton érvénytelenítette a császári nyomásra született zsinatok eredményeit, és Leó uralkodását érvénytelenítette. De Jánost 964. május 14-én a legenda szerint meggyilkolták.

A megüresedett pápai trónt a római nép újabb zsinat összehívásával töltötte be, és gyorsan Benedeket tették meg a keresztény egyház vezetőjének. Mire az Észek-Itáliát leigázó Ottó Rómába ért, már kész tények elé volt állítva. A császár nem akarta elfogadni az eredményt, hiszen feltétlen hívét, Leót akarta ismét a pápai trónon látni. A város falai körül összegyűlt serege hamarosan a város ostromára készült. Ezért aztán Benedek kénytelen volt lemondani trónjáról Leó javára. 965 elején tehát ismét a császári hivatalnok foglalhatta el a trónt. 

Pontifikátusáról nem maradt fenn értékelhető emlék, hiszen Leó iratait a későbbi invesztitúraharcok során használták fel a német-római császárok, de ezen iratok hitelessége korántsem meggyőző. Ezen tekercsek egész Itália földjén a német-római császárok uralmát ismerték el. Leó második trónra lépése után nem sokkal, 965. március 1-jén halt meg.

## Művei
- Documenta Catholica Omnia (latin nyelven). (Hozzáférés: 2011. december 6.)